# Neobisium albanorum
Neobisium albanorum är en spindeldjursart som beskrevs av Curcic, Dimitrijevic, Rada och Vujcic-Karlo 2006. Neobisium albanorum ingår i släktet Neobisium och familjen helplåtklokrypare. Inga underarter finns listade i Catalogue of Life.